# Arxiu Montserrat Tarradellas i Macià
L'Arxiu Montserrat Tarradellas i Macià és l'arxiu format pel fons documental de Josep Tarradellas i Joan, President de la Generalitat de Catalunya a l'exili, i altres fons personals donats al Reial Monestir de Santa Maria de Poblet. És a l'Abadia de Poblet, al municipi de Vimbodí i Poblet, a la Conca de Barberà, i forma part de l'Arxiu i Biblioteca de Poblet.
El President Tarradellas anà per primera vegada a Poblet en visita oficial el 10 de febrer de 1978, iniciant-se una relació amical amb la comunitat de Poblet. El 31 de desembre de 1981 feu donació efectiva del seu arxiu personal al monestir, donant-li el nom de la seva filla, Montserrat Tarradellas i Macià (1928-1984).
La totalitat del fons documental fou cedida al Monestir de Poblet en concepte de dipòsit mentre visquessin el M.H. Josep Tarradellas i Joan i la seva esposa Antònia Macià de Tarradellas. A la seva mort, la comunitat monàstica passaria a ser propietària dels béns dipositats.
El president Tarradellas va guardar durant prop de quaranta anys documents de tota mena, que va conservar escrupolosament. Aquesta tasca va tenir èxit gràcies, en part, als seus pares (Salvador Tarradellas i Rovira i Casilda Joan i Julià), els quals durant la Segona Guerra Mundial van saber guardar, amb gran encert, la documentació en bidons segellats enterrats a la finca de Saint-Martin-le-Beau.
Després de la seva mort (1988) i de la seva esposa Antònia Macià i Gómez (2001), l'arxiu quedà en propietat de la comunitat de Poblet, tal com establia el conveni de donació de l'any 1981. L'Arxiu Montserrat Tarradellas i Macià és tutelat per un Patronat presidit per l'Abat del monestir.
L'Arxiu Montserrat Tarradellas i Macià és a l'antic Palau de l'Abat, un edifici situat fora del recinte emmurallat, a l'extrem sud-oest. Es van començar les seves obres amb l'abat Francesc Oliver de Boteller (1583-1598); el palau va ser ampliat durant l'abadiat de Josep Tresánchez (1684-1688). Al segle xviii va acabar la construcció, amb la façana barroca que data del 1776. L'edifici ha arribat a l'actualitat molt enrunat i ha estat reconstruït durant l'abadiat de Maur Esteva (1970-1998).
L'arxiu ocupa les tres plantes de l'ala de ponent del palau, compartit amb l'Arxiu de la Casa Ducal de Medinaceli a Catalunya. L'ala de llevant alberga sales de conferències i d'exposicions.
L'arxiu conté fons de caràcter privat, fons de caràcter públic, cartes, monografies, publicacions periòdiques, fotografies, cartells. També conté una col·lecció de 38 pel·lícules datades entre el 1937 i el 1952, que il·lustren la Guerra Civil i l'exili, tres d'elles de la productora Laya Films del Comissariat de Propaganda de la Generalitat de Catalunya de 1936-1939. Els originals d'aquestes pel·lícules es conserven, en concepte de dipòsit, a la Filmoteca de la Generalitat de Catalunya i la seva consulta i ús de les imatges es porten a terme sota permís exprés de la direcció de l'Arxiu Montserrat Tarradellas i Macià. Amb el pas dels anys l'Arxiu s'ha vist incrementat amb noves donacions. Es pot consultar la llista completa amb informació sobre les persones o institucions que van fer la donació a la pàgina web de l'Arxiu. D'entre les donacions cal destacar el fons Jaume Miravitlles, comissari de Propaganda de la Generalitat durant la Guerra Civil; dels periodistes Carles Sentís (President UCD Catalunya) i Ramon Barnils; dels polítics Carles Andreu Abelló, Josep M. Bricall i Joan Antoni Samaranch, de l'historiador Paul Preston o del general Domènec Batet, afusellat per Franco.
L'Arxiu Tarradellas és de visita obligada per als investigadors que vulguin conèixer la història de la República, la Guerra Civil, l'Exili i la Transició.
Els fons de l'Arxiu es troben en procés de digitalització. Han col·laborat en aquesta tasca l'Obra Social de «Catalunya Caixa» i de «la Caixa» i actualment es pot seguir amb aquest treball gràcies a la col·laboració de la Diputació de Barcelona i de la Diputació de Tarragona.
La matinada del 29 al 30 d’octubre de 2022, les dependències de l’Arxiu van patir una intrusió, però no es van endur cap material.